# Conagra Brands
Conagra Brands, Inc. (von 1919 bis 1971 Nebraska Consolidated Mills, bis 2016 ConAgra Foods, Inc.) ist eine US-amerikanische Holdinggesellschaft für verpackte Konsumgüter und einer der größten Lebensmittelfabrikanten der Vereinigten Staaten. Produkte des Unternehmens sind unter verschiedenen Markennamen in Supermärkten ebenso wie in anderen Lebensmittelbetrieben wie Restaurants, Imbissen und Cateringunternehmen erhältlich.
Conagra Brands beschäftigt 16.500 Mitarbeiter und erwirtschaftete zuletzt einen Umsatz von 11,787 Mrd. USD, womit es sich auf Platz 331 der Fortune 500 Liste 2022 befindet. Das Unternehmen hat seinen Hauptsitz in Chicago, Illinois.

## Unternehmensgeschichte

### Gründung und frühe Entwicklungen
Das Unternehmen wurde 1919 von Frank Little und Alva Kinney gegründet, die in Grand Island vier Getreidemühlen zum Unternehmen Nebraska Consolidated Mills (NCM) vereinigten.
Der Hauptsitz wurde 1922 nach Omaha verlegt. Das Unternehmen arbeitete bis 1936, als Kinney in den Ruhestand ging, mit Gewinn. Im Jahr 1940 begann das Unternehmen mit der Produktion von Mehl in seiner eigenen Mühle und stieg 1942 in das Tierfuttergeschäft ein. Im selben Jahr eröffnete NCM-Präsident R. S. Dickinson in Alabama die erste Niederlassung des Unternehmens außerhalb des Bundesstaates mit einer Mehlmühle und einer Futtermittelfabrik.
Nachdem NCM neue Verwendungsmöglichkeiten für sein Mehl erforscht hatte, finanzierte das Unternehmen 1951 die Einführung der Kuchenmischungen der Marke Duncan Hines, um mehr Mehl zu vermarkten. Dieses Vorhaben war sehr erfolgreich und führte das Unternehmen zu seiner heutigen Position als drittgrößter Mehlmüller in den USA. Dies veranlasste NCM jedoch nicht dazu, andere Lebensmittelunternehmen in Betracht zu ziehen, und stattdessen verkaufte es seine Duncan Hines-Aktiva 1956 an Procter & Gamble. Als die amerikanischen Haushalte in den 1950er und 1960er Jahren immer mehr Fertiggerichte und Instantprodukte kauften, entschied sich NCM, nicht in diese Bereiche zu expandieren, in denen sein Mehl verwendet wurde, sondern wandte sich in die entgegengesetzte Richtung und konzentrierte sich mehr auf andere Märkte, wie die Geflügelhaltung, und baute sein Tierfuttergeschäft aus.

### Niedergang und Comeback

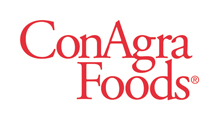
Das Logo von ConAgra Foods, war bis Juni 2009 in Verwendung.

1971 änderte Nebraska Consolidated Mills seinen Namen in ConAgra Foods, wobei „ConAgra“ ein Kofferwort aus „Consolidated“ und „Agriculture“ ist. Die frühen 1970er Jahre brachten das Unternehmen an den Rand des Ruins, da ConAgra bei dem Versuch, in die Düngemittel-, Wels- und Heimtierproduktindustrie zu expandieren, Geld verlor und Rohstoffspekulationen die Gewinnspannen von ConAgra in den anderen Arbeitsfeldern zunichtemachten.
Im Jahr 1974 übernahm Michael Harper, eine erfahrene Führungskraft der Lebensmittelindustrie, das Unternehmen und brachte es vom Rande des Bankrotts zurück. Das Geschäftsmodell von ConAgra machte das Unternehmen jedoch anfällig für schwankende Rohstoffpreise.
Als Reaktion darauf begann das Unternehmen eine zwei Jahrzehnte andauernde Einkaufstour und kaufte schrittweise mehr als hundert Marken für Fertiggerichte auf, beginnend mit dem Kauf von Banquet Foods im Jahr 1980. Das Unternehmen stieg stark in das Tiefkühlkostgeschäft und die verpackte Fleischindustrie ein und übernahm dann eine Reihe anderer Marken von Firmen wie RJR Nabisco und Beatrice Foods (einschließlich Hunt-Wesson und Swift-Eckrich), da die fremdfinanzierten Übernahmen der 1980er Jahre zur Veräußerung oder Auflösung vieler großer amerikanischer Konsumgüterfirmen führten. Allein 1993 kaufte das Unternehmen kleinere Firmen im Wert von 500 Millionen Dollar auf, und 1998 erwarb es weitere Marken von Nabisco im Wert von 480 Millionen Dollar.

### Anpassungen der Geschäftsfelder und weitere Übernahmen
Im Jahr 2002 verkaufte ConAgra Foods seinen Frischfleischbetrieb unter dem Namen Swift & Company an Hicks, Muse, Tate & Furst, Inc. und Booth Creek Management. Im Jahr 2006 verkaufte ConAgra Foods sein Geschäft mit gekühltem Fleisch im Raum Chicago (Butterball, Eckrich, Armour) an Smithfield Foods.
Im Jahr 2007 erwarb ConAgra Watts Brothers Farms, einen Gemüseverarbeitungs- und Landwirtschaftsbetrieb, einschließlich einer Bio-Molkerei.
Am 27. November 2012 gab ConAgra bekannt, dass das Unternehmen Ralcorp für etwa 4,95 Milliarden US-Dollar kauft, vorbehaltlich der Zustimmung der Ralcorp-Aktionäre. Aktionäre von Ralcorp Holdings, Inc. würden 90 $ pro Aktie erhalten. Der Deal wurde im Januar 2013 abgeschlossen und machte ConAgra zum größten Handelsmarkenunternehmen für verpackte Lebensmittel in den Vereinigten Staaten.
Am 14. Juli 2014 gab ConAgra bekannt, dass es TaiMei Potato Industry Limited, einen Kartoffelverarbeiter in Shangdu, Innere Mongolei, übernommen hat. Diese Akquisition erweitert die Geschäfte von ConAgra Foods in Lamb Weston auf einem Markt, der eine wachsende Nachfrage nach gefrorenen Kartoffelprodukten hat.

### Auszug aus Nebraska und Umfirmierung
Im Oktober 2015 kündigte ConAgra an, im Rahmen eines Umstrukturierungsplans etwa 1.500 Angestellte in der Verwaltung zu entlassen und den Unternehmenssitz nach fast einem Jahrhundert von Omaha, Nebraska nach Chicago zu verlegen. Der Umzug des Hauptsitzes von Omaha nach Chicago wurde Ende Juni 2016 mit der Eröffnung des neuen Hauptsitzes im Merchandise Mart-Gebäude abgeschlossen. Es ist das erste Mal seit 1922, dass ConAgra seinen Hauptsitz nicht in Omaha hat, und das erste Mal in der Geschichte des Unternehmens, das bis zu seiner Gründung im Jahr 1919 zurückreicht, dass sich der Hauptsitz nicht im Bundesstaat Nebraska befindet.
Am 18. November 2015 gab ConAgra bekannt, dass es seinen Geschäftsbereich Lamb Weston in ein separates Unternehmen mit Sitz in Kennewick, Washington, ausgliedern wird. Sie kündigten auch an, dass ConAgra Foods 2016 in Conagra Brands umbenannt werden würde. Die Abspaltung von Lamb Weston (NYSE: LW) wurde am 9. November 2016 abgeschlossen, wobei das neue Unternehmen seinen Hauptsitz in den Vororten von Boise, Idaho, mit großen Produktionsstätten in Oregon und Washington hat. Gleichzeitig änderte ConAgra Foods seinen Namen in Conagra Brands (jetzt mit einem kleinen A), komplett mit einem brandneuen Logo. Mit der Veräußerung der Tochter Lamb Weston im Jahr 2016 firmierte ConAgra Foods um in Conagra Brands. Thomas Werner und Timothy McLevish wurden zum Executive und Executive Chairman ernannt.

### Jüngere Geschichte
Am 22. September 2017 gab Conagra bekannt, dass es Angie’s Artisan Treats, Hersteller von Angie’s Boomchickapop Popcorn, übernimmt. Die Übernahme wurde am 23. Oktober 2017 abgeschlossen. Am 27. Juni 2018 gab Conagra Brands die Übernahme von Pinnacle Foods für 8,1 Milliarden US-Dollar bekannt. Die Übernahme wurde am 26. Oktober 2018 abgeschlossen. Am 8. Dezember 2020 gab Conagra bekannt, dass es die Marke Peter Pan an Post Holdings verkauft. Die Transaktion wurde am 25. Januar 2021 abgeschlossen.

## Unternehmen

### Übernahmen
- 2007: Watts Brothers Farms
- 2012: Ralcorp (4,95 Mrd. US-Dollar)
- 2017: Angie’s Artisan Treats
- 2018: Pinnacle Foods (8,1 Mrd. US-Dollar)

### Korrekturen von Finanzangaben
Am 23. Mai 2001 gab ConAgra Foods bekannt, dass es seine Gewinne für 1998, 1999 und 2000 aufgrund von Buchhaltungs- und Verhaltensangelegenheiten in seiner Abteilung United Agri Products Cos. neu darstellen werde. Für das Geschäftsjahr 1998 wurden die Einnahmen von 24,27 Mrd. USD auf 24,19 Mrd. USD gesenkt.
Am 24. März 2005 gab ConAgra Foods, Inc. bekannt, dass die Ergebnisse für die Geschäftsjahre 2003 und 2004 angepasst würden, um eine Verringerung des Gewinns nach Steuern um 150 Millionen auf insgesamt 200 Millionen US-Dollar widerzuspiegeln.

## Unternehmensbereiche
- ConAgra Foods Seafood – Institutioneller Meeresfrüchteanbieter
  - Louis Kemp Seafood Company – Surimi-Anbieter
  - Meridian – Meeresfrüchte-Importeur
  - Singleton – Shrimp-Anbieter
- ConAgra Foodservice – Institutioneller Nahrungsmitteldienstleister
  - Angela Mia – Italienische Küche
  - Award – Leckerbissen und Beilagen
  - Fernando’s – Griechische und Italienische Küche
  - Longmont – Nahrungsmittelanbieter
  - The Max – Pizzazutaten für Schulcafeterias
- ConAgra Food Ingredients – High volume basic foods
  - Gilroy Foods – Knoblauch, Zwiebeln und Paprika
  - ConAgra Mills – Mehl und Körner
  - Spicetec – Gewürze und Aromastoffe
- ConAgra Packaged Meats and Deli – Fleischanbieter
  - Armour & Co.
  - Butterball
- J. M. Swank Company – Großhandel
- Lamb Weston – Institutioneller Anbieter von Kartoffelprodukten
- Culturelle – Hersteller von probiotischem Lactobacillus
- Pinnacle Foods – Hersteller haltbarer und tiefgekühlter Lebensmittel, darunter die Produktlinie Gardein

## Forschung und Entwicklung
ConAgra investiert zunehmend in gesündere Produkte. Im Rahmen eines Entwicklungsprojektes wurde der Salzgehalt vieler ConAgra-Produkte um bis 30 % reduziert.